# 故郷 (ゲーム・オブ・スローンズ)
『故郷』は、HBOで放送されたファンタジー・ドラマ・シリーズである『ゲーム・オブ・スローンズ』の第6章『冬の狂風』の第2話である。Dave Hillによって脚本が書かれ、ジェレミー・ポデスワが監督した。題名は、ブランが幻視で故郷ウィンターフェルに戻ることと、シオンが故郷〈鉄諸島〉に戻ろうとすることを指す。
ダヴォスの願いで、メリサンドルがジョン・スノウを復活させる。ラムジーは父ルースを殺してボルトン公を継ぐ。 ブランは緑視力を訓練し、父が少年のころのウィンターフェルを見る。ベイロンは死んだはずの弟ユーロンに殺される。

## あらすじ

### 〈壁〉の北にて
ブラン(アイザック・ヘンプステッド＝ライト)は〈三つ目の鴉〉(マックス・フォン・シドー)とともに幻視の中で過去に旅して故郷ウィンターフェルを歩く。若い日の父エダード、その妹のリアナ、弟のベンジェン、言葉を話しウィリスと呼ばれていたホーダー(Sam Coleman)を見る。現在に戻り、ブランは洞窟に閉じこもることに倦んだミーラ(エリー・ケンドリック)と話す。リーフ(Kae Alexande)は、ブランはいずれ洞窟を出ることになり、その時はミーラを必要とすると語る。

### 〈壁〉にて
ジョン・スノウ(キット・ハリントン)の遺体を守って、ダヴォス(リアム・カニンガム)やジョンの友らは部屋に閉じこもるが、アリザー・ソーン( オーウェン・ティール)に率いられるナイツウォッチが扉を破ろうとする。そこに、エディソン・トレット(ベン・クロフトン)が連れて来た〈巨人〉とトアマンド(クリストファー・ヒヴュ)に率いられる〈野人〉が助けに入り、多くのナイツウォッチが剣を置くが、アリザーやオリー(ブレノック・オコーナー)らは歯向って捕えられ牢に入れられる。トアマンドはジョンをその夜火葬にするという。ダヴォスはメリサンドル(カリス・ファン・ハウテン)の部屋を訪ね、魔術でジョンを蘇生させるよう求める。信仰の揺らぎ始めたメリサンドルは躊躇するが説き伏せられ、トアマンド、ダヴォス、ゴーストらの見守る中で蘇生を試みる。何も起きずに、ゴーストを残して人々が去った後、ジョンが目を見開く。

### 〈北部〉にて
ウィンターフェルで、ルース・ボルトン(マイケル・マケルハットン)がラムジー(イワン・リオン)とハラルド・カースターク公から報告を聞く。ラムジーはサンサが〈黒の城〉のジョン・スノウのもとに逃げたと言い、〈黒の城〉を襲うべきだと言うが、ルースは〈北部〉の諸侯の支持を失うことになると言って退ける。そこにメイスター・ウォルカンがやって来て、ルースの妻ウォルダに息子が生まれたと言う。後継ぎの地位が揺らいだラムジーは父を殺し、さらにウォルダ(エリザベス・ウェブスター)と生まれたばかりの弟を猟犬に襲わせて殺す。
サンサ(ソフィー・ターナー)、シオン・グレイジョイ(アルフィー・アレン)、 ブライエニー(グェンドリン・クリスティー)、ポドリック(ダニエル・ポートマン)は〈黒の城〉に向かう。森の中でブライエニーはアリアに会ったことをサンサに教える。黒衣をまとえば赦されるとサンサはシオンに語るが、罪の意識に苦しむシオンは故郷の〈鉄諸島〉に帰りたいと言う。

### キングズランディングにて
キングズランディングで、サーセイを侮辱した男を、再生したマウンテン(ハフソー・ユリウス・ビョルンソン)が殺す。サーセイ (レナ・ヘディ)は王の命令により、〈紅の王城〉を出て娘ミアセラの葬儀に出る事が出来ない。葬儀の後の大聖堂で、ジェイミー(ニコライ・コスター＝ワルドー)とトメン王(ディーン＝チャールズ・チャップマン) がミアセラ・(ネル・タイガー・フリー)の遺体を前にして話す。そこにハイ・スパロウ(雀聖下)(ジョナサン・プライス)が現れる。ジェイミーはサーセイを辱めたことでハイ・スパロウを脅すが、大勢の聖兵が現れてジェイミーは引き下がる。トメンはサーセイに、母と妻を守れなかった自分の弱さを詫びる。

### ミーリーンにて
ティリオン(ピーター・ディンクレイジ)、グレイ・ワーム(ジェイコブ・アンダーソン)、ミッサンデイ(ナタリー・エマニュエル)、ヴァリス(コンリース・ヒル)は情勢を話し合う。船団は焼かれ、他の〈奴隷商人湾〉では親方が復権し、ドラゴンはデナーリス・ターガリエンが去った後食事をとろうとしていない。ティリオンはヴァリスを伴ってピラミッドの地下に入り、二頭のドラゴンと対面する。ドラゴンはティリオンを攻撃せず、首輪をはずさせる。

### ブレーヴォスにて
盲目のまま通りで乞食を続けるアリア(メイジー・ウィリアムズ)を〈浮浪児〉(フェイ・マーセイ)が訪れ、名を尋ねては棒で打ちのめす。ジャクェン・フ=ガー(トム・ヴラシア)も名を尋ね、言えば宿と食べ物と視力を返すと言う。アリアは名はないと答え続け、ついにジャクェンはアリアを伴って通りを去る。

### 鉄諸島にて
パイクの塔の一室で、ヤーラ( ジェンマ・ウィーラン)は〈深林の小丘城〉がグラヴァー家に奪回され、大陸での拠点をすべて失ったと父ベイロン・グレイジョイ(パトリック・マラハイド)に報告する。ヤーラは戦争の終結を求めるが、ベイロンは応じない。ベイロンは吊り橋で別の塔に向かう途中、死んだはずの弟ユーロン・グレイジョイ(ピルウ・アスベック)に投げ落とされて殺される。翌日、ヤーラはベイロンを水葬とし、自らが〈塩の玉座〉に着く事を宣言するが、祭司エイロンに、後継は法に基き選王民会が決めると一蹴される。

## 製作

### 脚本
原作者との話し合いにより、未刊の原作『冬の狂風』に基づいて脚本が書かれたが、アリアおよびブランのストーリーラインは既刊の『竜との舞踏』に基づいている。

### キャスティング
ブラン役の(アイザック・ヘンプステッド＝ライト)とミーラ役の(エリー・ケンドリック)はシーズン4以来の登場となる。〈三つ目の鴉〉およびリーフは、シーズン6では配役がそれぞれ(マックス・フォン・シドー)とKae Alexandeに代わっている。

### 撮影

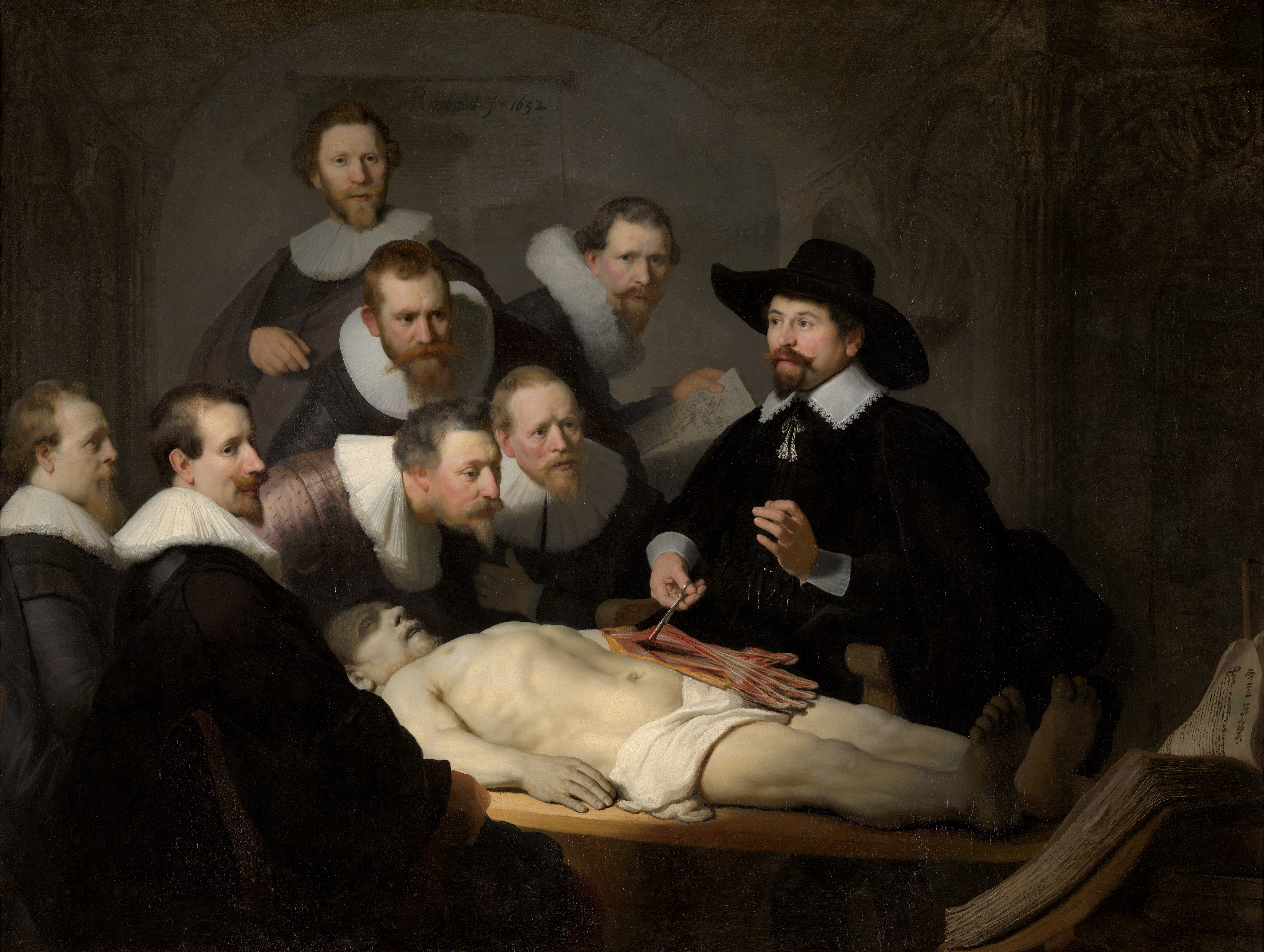
レンブラントの絵『テュルプ博士の解剖学講義』

監督のジェレミー・ポデスワは、レンブラントの絵『テュルプ博士の解剖学講義』からジョン・スノウの復活シーンの着想を得たと語っている。

## 評判

### 視聴者数
本エピソードは729万人に視聴された。

## 参照
1. ↑  Hibberd, James (2015年6月25日). “Game of Thrones directors revealed for mysterious season 6”. Entertainment Weekly. 2015年6月26日閲覧。
2. ↑  Cantor, Brian (2016年5月3日). “Game of Thrones Drops from Season Premiere, Still Dominates Sunday Ratings Race”.   Headline Planet. 2016年5月3日閲覧。